# Actenodia septempunctata
Actenodia septempunctata là một loài bọ cánh cứng trong họ Meloidae. Loài này được Baudi di Selve miêu tả khoa học năm 1878.